# أنتوني غونزاليس
أنتوني غونزاليس (بالإنجليزية: Anthony Gonzalez) هو لاعب كرة قدم أمريكية وسياسي أمريكي وكوبي، ولد في 18 سبتمبر 1984 في كليفلاند في الولايات المتحدة. حزبياً، نشط في الحزب الجمهوري.

## وصلات خارجية
- أنتوني غونزاليس على موقع IMDb (الإنجليزية)
- أنتوني غونزاليس على موقع مرجع كرة القدم المحترفة.كوم (الإنجليزية)

- الموقع الرسمي